# Championnats du monde de cross-country 2023
Navigation
Édition précédente Édition suivante
La 44e édition des Championnats du monde de cross-country de 2023 se déroule le 18 février 2023 à Bathurst en Australie.
La compétition se déroule sur le Mount Panorama Circuit, un circuit automobile.
La compétition devait initialement se dérouler le 20 mars 2021 à Bathurst mais est reportée d'un an au 19 février 2022 en raison de la pandémie de Covid-19. Puis, ils ont été reportés une nouvelle fois en 2023.

## Podiums

### Seniors
| Catégorie     | Or | Argent | Bronze |
| ------------- | --- | --- | --- |
| Individuel    | | | |
| Senior hommes | Jacob Kiplimo (UGA) 29 min 17 s | Berihu Aregawi (ETH) 29 min 26 | Joshua Cheptegei (UGA) 29 min 37 |
| Senior femmes | Beatrice Chebet (KEN) 33 min 48 s | Tsigie Gebreselama (ETH) 33 min 56 s | Agnes Jebet Ngetich (KEN) 34 min 00 s |
| Par équipes   | | | |
| Senior hommes | Kenya- Geoffrey Kamworor (4) - Kibiwott Kandie (5) - Daniel Ebenyo (6) - Sabastian Sawe (7) - Nicholas Kipkorir (13) - Emmanuel Kiprop Kipruto (19) 22 pts | Éthiopie- Berihu Aregawi (2) - Hailemariyam Amare (9) - Mogos Tuemay (10) - Chimdessa Debele (11) - Selemon Barega (12) - Getaneh Molla (14) 32 pts | Ouganda- Jacob Kiplimo (1) - Joshua Cheptegei (3) - Rogers Kibet (15) - Martin Kiprotich (18) - Issac Kibet (24) - Samuel Kibet (30) 37 pts                     |
| Senior femmes | Kenya- Beatrice Chebet (1) - Agnes Jebet Ngetich (3) - Grace Loibach Nawowuna (4) - Edinah Jebitok (8) - Emily Chebet (9) - Cintia Chepngeno (DNF) 16 pts  | Éthiopie- Tsigie Gebreselama (2) - Fotyen Tesfay (5) - Hawi Feysa (6) - Gete Alemayehu (12) - Wede Kefale (15) - Letesenbet Gidey (DQ) 25 pts       | Ouganda- Prisca Chesang (7) - Stella Chesang (10) - Doreen Chesang (11) - Annet Chemengich Chelangat (13) - Rispa Cherop (26) - Mercyline Chelangat (32) 37 pts |
| Relais        | | | |
| Relais mixte  | KEN- Emmanuel Wanyonyi - Miriam Cherop - Kyumbe Munguti - Brenda Chebet 23 min 14 s                                                                        | ETH- Adehena Kasaye - Hawi Abera - Getnet Wale - Birke Haylom 23 min 21 s                                                                           | AUS- Oliver Hoare - Jessica Hull - Stewart McSweyn - Abbey Caldwell 23 min 26 s                                                                                 |

### Juniors
| Catégorie     | Or | Argent | Bronze |
| ------------- | --- | --- | --- |
| Individuel    | | | |
| Junior hommes | Ishmael Kipkurui (KEN) 24 min 29 s | Reynold Kipkorir Cheruiyot (KEN) 24 min 30 s                                                                                     | Boki Diriba (ETH) 24 min 31 s |
| Junior femmes | Senayet Getachew (ETH) 20 min 53 s | Medina Eisa (ETH) 21 min 00 s | Pamela Kosgei (KEN) 21 min 01 s |
| Par équipes   | | | |
| Junior hommes | Kenya- Ishmael Kipkurui (1) - Reynold Kipkorir Cheruiyot (2) - Dennis Mutuku (9) - Daniel Kinyanjui (10) - Charles Rotich (12) - Dennis Kipkurui (14) 22 pts | Éthiopie- Boki Diriba (3) - Bereket Zekele (5) - Abel Bekele (7) - Bereket Nega (8) - Kuma Girma (13) - Yismaw Dillu (15) 23 pts | États-Unis- Emilio Young (16) - Marco Langon (19) - Max Sannes (21) - Kole Mathison (25) - Micah Wilson (27) - Evan Jenkins (53) 81 pts    |
| Junior femmes | Éthiopie- Senayet Getachew (1) - Medina Eisa (2) - Lemlem Nibret (5) - Meseret Yeshaneh (7) - Tinebeb Asres (8) - Melknat Wudu (11) 15 pts                   | Kenya- Pamela Kosgei (3) - Faith Cherotich (4) - Joyline Chepkemoi (6) - Diana Chepkemoi (9) 22 pts                              | États-Unis- Ellie Shea (10) - Irene Riggs (12) - Karrie Baloga (13) - Zariel Macchia (19) - Eva Klingbeil (29) - Allie Zealand (34) 54 pts |

## Résultats

### Course individuelle senior hommes (10 km)
| Rang               | Athlète                  | Pays           | Temps |
| ------------------ | ------------------------ | -------------- | ----- |
| Médaille d'or      | Jacob Kiplimo            | Ouganda        | 29:17 |
| Médaille d'argent  | Berihu Aregawi           | Éthiopie       | 29:26 |
| Médaille de bronze | Joshua Cheptegei         | Ouganda        | 29:37 |
| 4                  | Geoffrey Kamworor        | Kenya          | 29:37 |
| 5                  | Kibiwott Kandie          | Kenya          | 29:57 |
| 6                  | Daniel Ebanyo            | Kenya          | 30:01 |
| 7                  | Sabastian Sawe           | Kenya          | 30:04 |
| 8                  | Rodrigue Kwizera         | Burundi        | 30:06 |
| 9                  | Hailemariyam Amare       | Éthiopie       | 30:10 |
| 10                 | Mogos Tuemay             | Éthiopie       | 30:11 |
| 11                 | Chimdessa Debele         | Éthiopie       | 30:13 |
| 12                 | Selemon Barega           | Éthiopie       | 30:16 |
| 13                 | Nicholas Kipkorir        | Kenya          | 30:32 |
| 14                 | Getaneh Molla            | Éthiopie       | 30:39 |
| 15                 | Rogers Kibet             | Ouganda        | 30:40 |
| 16                 | Precious Lesiba Mashele  | Afrique du Sud | 30:44 |
| 17                 | Habtom Samuel            | Érythrée       | 30:53 |
| 18                 | Martin Magengo Kiprotich | Ouganda        | 30:56 |
| 19                 | Emmanuel Kiprop Kipruto  | Kenya          | 30:57 |
| 20                 | Célestin Ndikumana       | Burundi        | 30:57 |

### Course individuelle senior femmes (10 km)
| Rang               | Athlète                    | Pays       | Temps |
| ------------------ | -------------------------- | ---------- | ----- |
| Médaille d'or      | Beatrice Chebet            | Kenya      | 33:48 |
| Médaille d'argent  | Tsigie Gebreselama         | Éthiopie   | 33:56 |
| Médaille de bronze | Agnes Jebet Ngetich        | Kenya      | 34:00 |
| 4                  | Grace Loibach Nawowuna     | Kenya      | 34:13 |
| 5                  | Fotyen Tesfay              | Éthiopie   | 34:30 |
| 6                  | Hawi Feysa                 | Éthiopie   | 34:36 |
| 7                  | Prisca Chesang             | Ouganda    | 34:42 |
| 8                  | Edinah Jebitok             | Kenya      | 34:45 |
| 9                  | Emily Chebet               | Kenya      | 34:49 |
| 10                 | Stella Chesang             | Ouganda    | 34:58 |
| 11                 | Doreen Chesang             | Ouganda    | 35:01 |
| 12                 | Gete Alemayehu             | Éthiopie   | 35:04 |
| 13                 | Annet Chemengich Chelangat | Ouganda    | 35:08 |
| 14                 | Nozomi Tanaka              | Japon      | 35:08 |
| 15                 | Wede Kefale                | Éthiopie   | 35:14 |
| 16                 | Rispa Cherop               | Ouganda    | 35:30 |
| 17                 | Dolshi Tesfu               | Érythrée   | 35:32 |
| 18                 | Ednah Kurgat               | États-Unis | 35:36 |
| 19                 | Ellie Pashley              | Australie  | 35:38 |
| 20                 | Parul Chaudhary            | Inde       | 35:39 |